# Let's dance
「let's dance」（レッツ ダンス）は、日本のロックバンド・L'Arc〜en〜Cielのドラマー、yukihiroのソロプロジェクトであるacid androidの1作目のシングル。2006年4月5日発売。発売元はKi/oon Records。

## 解説
acid android名義でリリースした初のシングル。yukihiroがソロで発表したシングルとしては、2001年に発表した「ring the noise」以来約4年7ヶ月ぶりのリリースとなる。なお、本作は2006年5月に発売された2ndアルバム『purification』の先行シングルとなっている。
表題曲「let's dance」は、yukihiroが嗜好するアナログ・シンセサイザーやサンプラーなどを駆使したインダストリアルの要素に加え、パンクのエッセンスを感じられる楽曲となっている。この曲のパンク要素について、yukihiroは本作発売当時に「僕は確実にパンクを通ってきた世代なので、僕の中のパンキッシュな部分が出てしまうんです。また（自宅の）スタジオで演奏できるようになったのが何より大きいですね。そういった環境の変化からも影響されているのでしょう」と述べている。ちなみにこの曲のドラムは、yukihiroが生で叩いている。
カップリングとして収録された2曲目の「it's a fine day」は、ダンサンブルなインダストリアル・ロックに仕上げられている。また、この曲は、L'Arc〜en〜Cielが2004年に発表したアルバム『SMILE』に収録されていた、yukihiroが作曲した楽曲「REVELATION」をセルフオマージュしたうえで制作されている。「REVELATION」のメロディは、yukihiroが制作したデモ音源に付いていたメロから、hydeにより作り直されており、今回「it's a fine day」を制作するにあたり、yukihiroが当初デモに付けていたメロディが採用されている。ちなみにacid androidは2009年5月14日に、hydeが2008年に結成したロックユニットのVAMPSと、VAMPS主催のライヴイベント「VAMPS LIVE 2009 〜吸血鬼 VS 人造人間〜」で対バンしている。この対バンライヴにおいて、acid androidはVAMPSとステージ上で共演しており、「it's a fine day」と元ネタの「REVELATION」をマッシュアップしたバージョンをサプライズセッションしている。
本作は、初回生産限定盤（CD）と通常盤（CD）の2形態でリリースされており、初回盤には2005年10月25日にSHIBUYA-AXで開催したライヴ「acid android live 2005」で演奏された「ring the noise」のライヴ音源が収録されている。

## 収録曲
| #  | タイトル                                             | 作詞     | 作曲     | 時間 |
| -- | ---------------------------------------------------- | -------- | -------- | ---- |
| 1. | 「let's dance」                                      | yukihiro | yukihiro | 4:11 |
| 2. | 「it's a fine day」                                  | yukihiro | yukihiro | 4:00 |
| 3. | 「ring the noise (05.10.25 shibuya-ax)」(初回盤のみ) | yukihiro | yukihiro | 6:25 |

## 収録アルバム
- 『purification』 (#1)